# Ruryk II Wasyl
Ruryk II Wasyl (1140-1215) – książę owrucki, wielki książę kijowski w latach 1173, 1180–1181, 1194–1202, 1203, 1205–1206, 1207–1210, książę czernihowski około 1205 r. Syn Rościsława I.